# Aislamiento topográfico

Aislamiento topográfico y prominencia

El aislamiento topográfico de una cumbre es la distancia mínima del gran círculo hasta un punto de elevación igual, lo que representa un radio de dominancia en el que la cumbre es el punto más alto. Se puede calcular para pequeñas colinas e islas, así como para los principales picos de las montañas, e incluso se puede calcular para las cumbres submarinas.

## Cumbres con mayor aislamiento geográfico
La siguiente tabla ordenable enumera las 40 cumbres más topográficamente aisladas de la Tierra.
La tabla se puede ordenar alfanuméricamente por cada columna haciendo clic en el icono  situado en la parte superior de la columna correspondiente.
| n.º | Nombre cumbre       | Continente             | País                                             | Elevación | Prominencia | Aislamiento | Cumbre vecina más alta    |
| 1   | Monte Everest       | Eurasia                | China Nepal                                      | 8848      | 8848        | n/a         | n/a                       |
| 2   | Aconcagua           | América del Sur        | Argentina                                        | 6962      | 6962        | 16 517,62   | Tirich Mir                |
| 3   | Denali              | América del Norte      | Estados Unidos (Alaska)                          | 6193,54   | 6149        | 7450,24     | Yanamax                   |
| 4   | Kilimanjaro         | África                 | Tanzania                                         | 5895      | 5885        | 5509,70     | Tirich Mir                |
| 5   | Puncak Jaya         | Nueva Guinea           | Indonesia                                        | 4884      | 4884        | 5261,65     | Jade Dragon Snow Mountain |
| 6   | Macizo Vinson       | Antártida              | Antártida                                        | 4892      | 4892        | 4860,83     | Risco Plateado            |
| 7   | Mont Orohena        | Tahití                 | Polinesia Francesa                               | 2241      | 2241        | 4128,07     | Ngauruhoe                 |
| 8   | Mauna Kea           | Isla de Hawái          | Estados Unidos ( Hawái)                          | 4205,02   | 4205,02     | 3946,92     | Monte Shasta              |
| 9   | Gunnbjörn           | Groenlandia            | Groenlandia                                      | 3694      | 3694        | 3254,12     | Eiger                     |
| 10  | Aoraki/Mount Cook   | South Island           | Nueva Zelanda                                    | 3754      | 3754        | 3139,82     | Monte Adam                |
| 11  | Thabana Ntlenyana   | África                 | Lesoto                                           | 3482      | 2390        | 3003,28     | Monte Meru (Tanzania)     |
| 12  | Maunga Terevaka     | Isla de Pascua         | Chile                                            | 506       | 506         | 2836,17     | Cerro de Los Inocentes    |
| 13  | Mont Blanc          | Eurasia                | Francia · Italia                                 | 4810      | 4697        | 2812,04     | Kukurtlu Dome             |
| 14  | Piton des Neiges    | Réunion                | Francia                                          | 3071      | 3071        | 2767,30     | Giant's Castle            |
| 15  | Klyuchevskaya Sopka | Eurasia                | Rusia (Kamchatka)                                | 4750      | 4649        | 2748,28     | Monte Foraker             |
| 16  | Pico de Orizaba     | América del Norte      | México                                           | 5636      | 4922        | 2690,27     | Pico Cristóbal Colón      |
| 17  | Queen Mary's Peak   | Tristan da Cunha       | Santa Elena, Ascensión y Tristán de Acuña        | 2060      | 2060        | 2665,34     | Monte Paget               |
| 18  | Monte Whitney       | América del Norte      | Estados Unidos (California)                      | 4421      | 3072,38     | 2649,47     | Nevado de Toluca          |
| 19  | Monte Kinabalu      | Borneo                 | Malasia                                          | 4095      | 4095        | 2538,23     | Ngga Pilimsit             |
| 20  | Monte Elbrus        | Eurasia                | Rusia                                            | 5642      | 4741        | 2472,69     | Pik Agasis                |
| 21  | Pico da Bandeira    | América del Sur        | Brasil                                           | 2897      | 2647        | 2392,74     | Cerro Naranjos            |
| 22  | Monte Camerún       | África                 | Camerún                                          | 4040      | 3901        | 2337,92     | Monte Mikeno              |
| 23  | Monte Paget         | Islas Georgias del Sur | Islas Georgias del Sur y Sandwich del Sur        | 2915      | 2915        | 2269,12     | Welch Mountains           |
| 24  | Monte Silisili      | Savai'i                | Samoa                                            | 1858      | 1858        | 2245,43     | Tabwemasana               |
| 25  | Nevado Huascarán    | América del Sur        | Perú                                             | 6746      | 2776        | 2196,26     | Tres Cruces               |
| 26  | Anai Mudi           | Eurasia                | India                                            | 2695      | 2480        | 2115,33     | Machapuchare              |
| 27  | Monte Tubqal        | África                 | Marruecos                                        | 4167      | 3755        | 2078,45     | Picco Luigi Amedeo        |
| 28  | Monte Fuji          | Honshu                 | Japón                                            | 3776      | 3776        | 2077,04     | Ch'ih-k'e Shan            |
| 29  | Emi Koussi          | África                 | Chad                                             | 3445      | 2934        | 2000,77     | Monte Camerún             |
| 30  | pico Mawson         | Isla Heard             | Islas Heard y McDonald                           | 2745      | 2745        | 1921,63     | Monte McMaster            |
| 31  | Monte Mitchell      | América del Norte      | Estados Unidos (North Carolina)                  | 2037,31   | 1856,54     | 1913,48     | Lone Butte                |
| 32  | Gunung Kerinci      | Sumatra                | Indonesia                                        | 3805      | 3805        | 1904,84     | Monte Kinabalu            |
| 33  | Agrihan High Point  | Agrihan                | Islas Marianas del Norte                         | 965       | 965         | 1901,74     | Monte Amagi               |
| 34  | Monte Kosciuszko    | Australia              | Australia                                        | 2228      | 2228        | 1894,83     | Tutoko                    |
| 35  | Olavtoppen          | Isla Bouvet            | Isla Bouvet                                      | 780       | 780         | 1856,34     | Edinburgh Peak            |
| 36  | Jarvis High Point   | Jarvis Island          | Islas Ultramarinas Menores de los Estados Unidos | 7         | 7           | 1851,81     | Lata Mountain             |
| 37  | Mascarin Peak       | Isla Marión            | Sudáfrica                                        | 1230      | 1230        | 1847,77     | Cockscomb                 |
| 38  | Green Mountain      | Ascension Island       | Santa Elena, Ascensión y Tristán de Acuña        | 859       | 859         | 1842,26     | Mont Richard-Molard       |
| 39  | Narodnaya           | Eurasia                | Rusia                                            | 1895      | 1772        | 1835,59     | Kattotjåkkå               |
| 40  | Yu Shan             | Taiwán                 | República de China                               | 3952      | 3952        | 1814,83     | Peak 4030                 |

## Ejemplos
- El pico más cercano a la montaña más alta de Alemania, el Zugspitze de 2962 m de altura, es el Zwölferkogel (2988 m) en los Alpes de Stubai de Austria. La distancia entre el Zugspitze y este contorno 2962 m está a 25,8 km; el Zugspitze es, por lo tanto, el pico más alto en un radio de 25,8 km alrededor. Su aislamiento es así de 25,8 km.
- Dado que no hay montañas más altas que el monte Everest, no tiene un aislamiento definitivo. Muchas fuentes enumeran su aislamiento como la circunferencia de la Tierra sobre los polos o —cuestionablemente, porque no hay una definición acordada—, como la mitad de la circunferencia de la Tierra.
- Después del monte Everest, el Aconcagua, la montaña más alta de todas las montañas del continente americano, tiene el mayor aislamiento de todas ellas. No hay tierras más altas en 16 534 km en que el Tirich Mir excede por primera vez su altura en el Hindu Kush.
- El Mont Blanc es la montaña más alta de los Alpes. Las montañas más altas geográficamente más cercanas están todas en el Cáucaso. El Kukurtlu (4912 m), que se eleva cerca del Elbrus (5633 m), es el pico de referencia para el Mont Blanc.

## Galería de imágenes

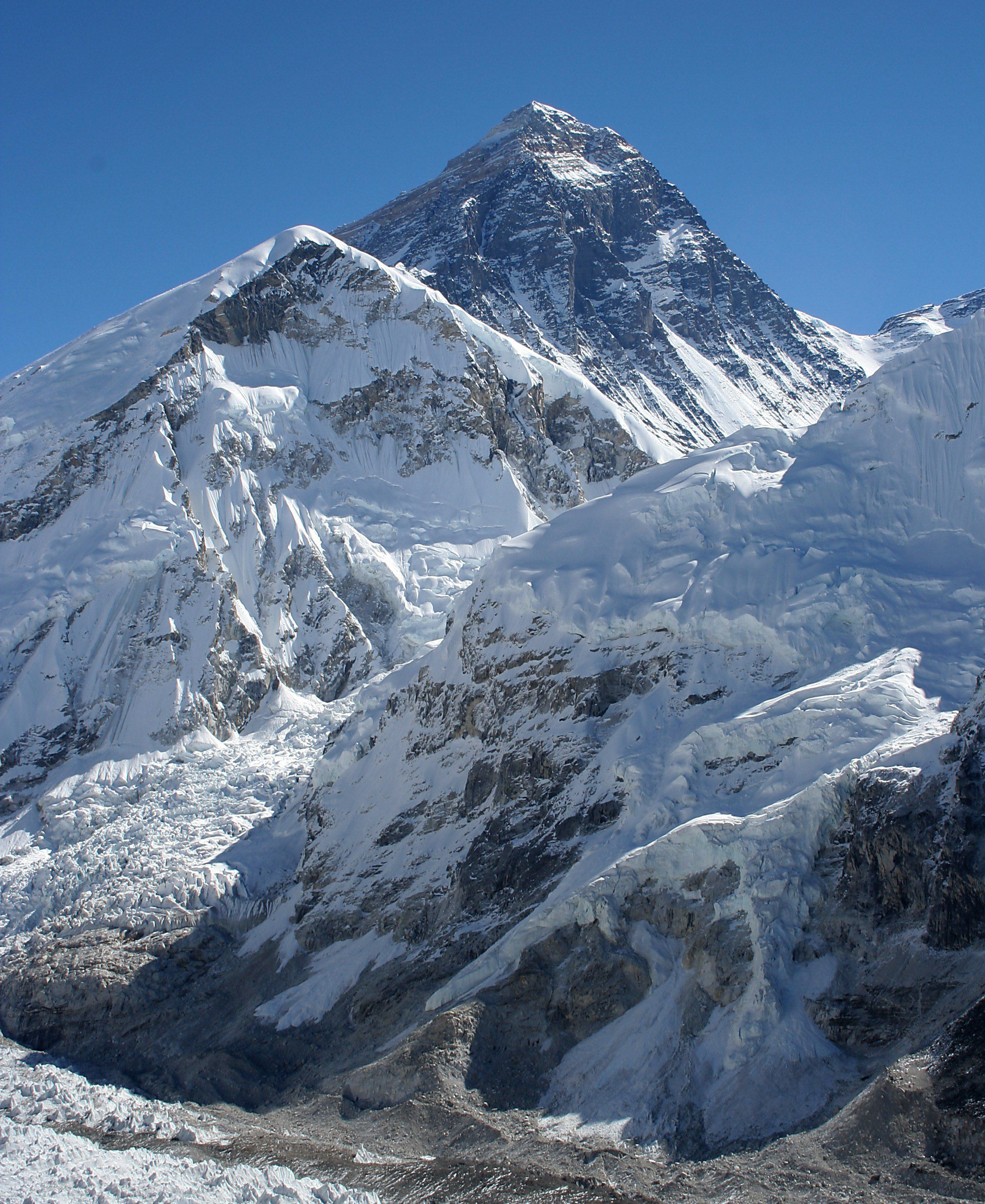
1. Monte Everest es la montaña más alta de la Tierra.
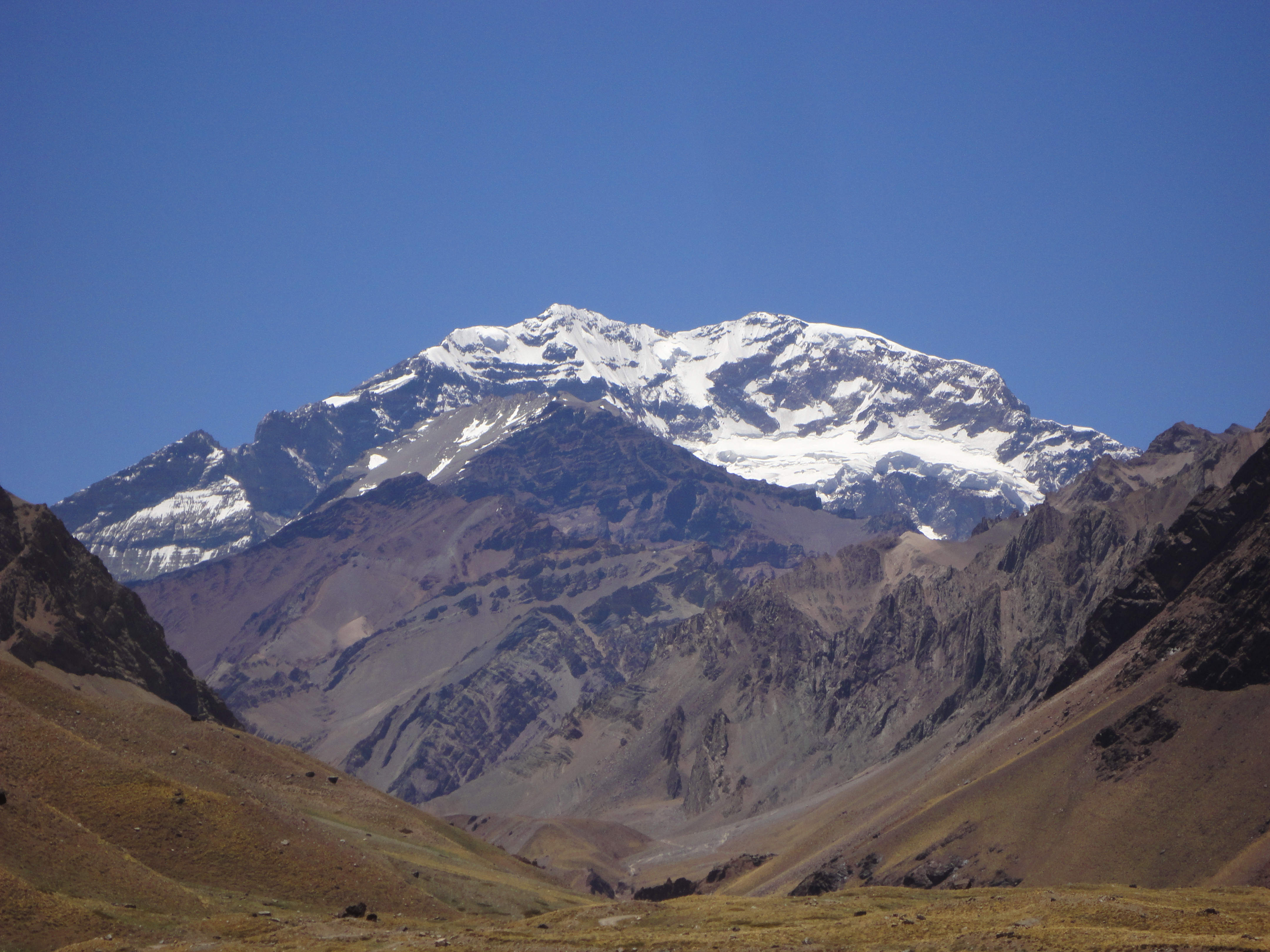
2. Aconcagua es el pico más alto tanto en el hemisferio Sur como en el hemisferio Occidental.
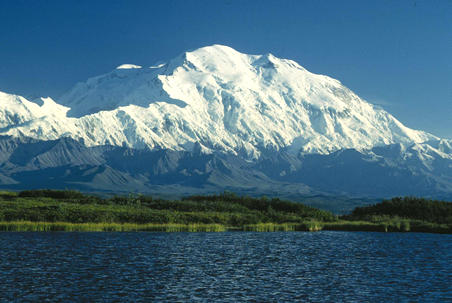
3. Denali es el pico más alto de América del Norte.
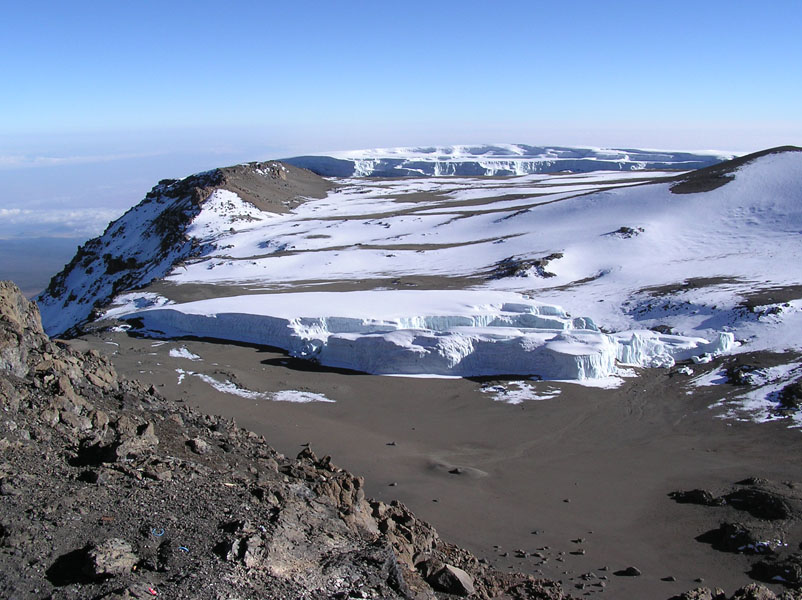
4. Kilimanjaro es el pico más alto de África.
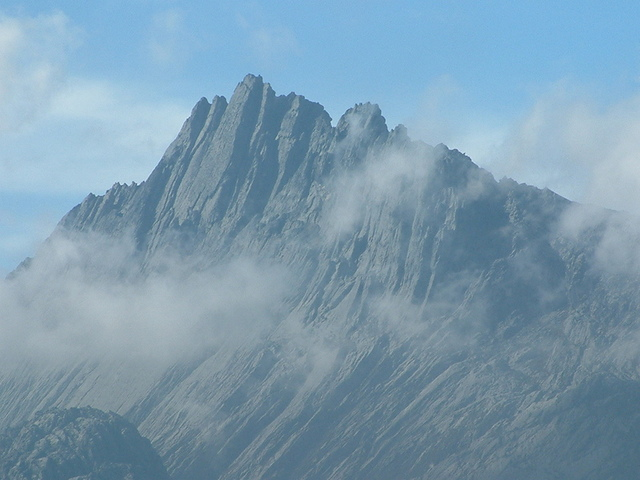
5. Puncak Jaya en Nueva Guinea es el pico más alto en cualquier isla oceánica.
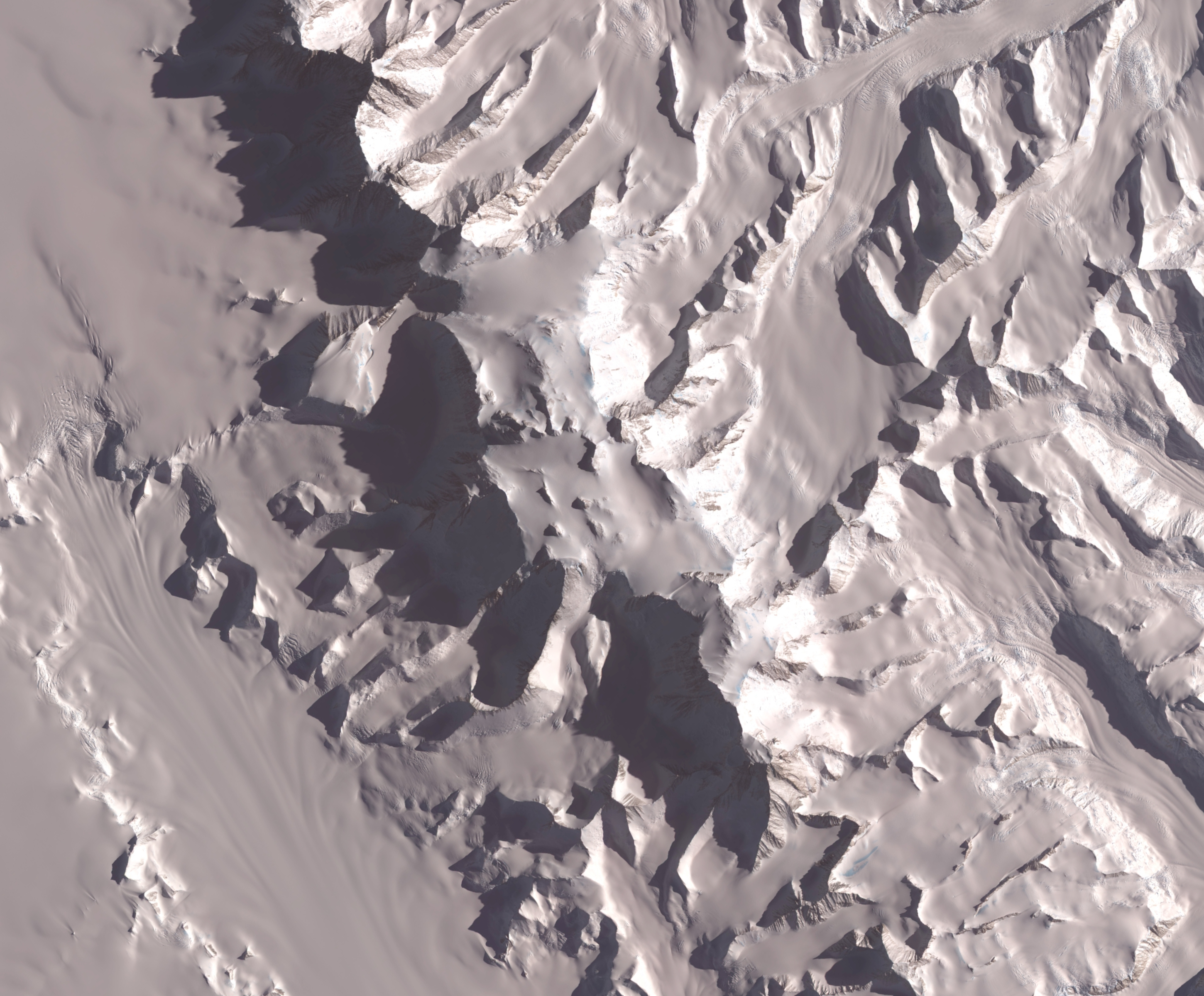
6. El Macizo Vinson es el pico más alto de la Antártida.
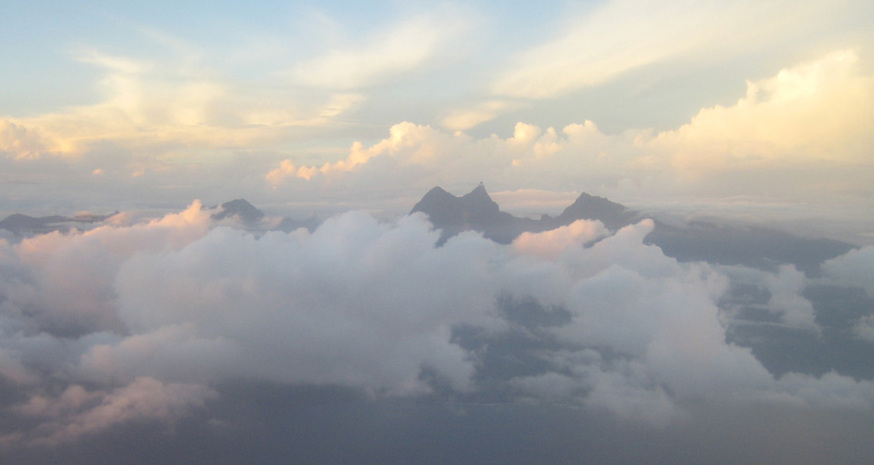
7. Monte Orohena en Tahití es el pico más alto de la Polinesia Francesa.
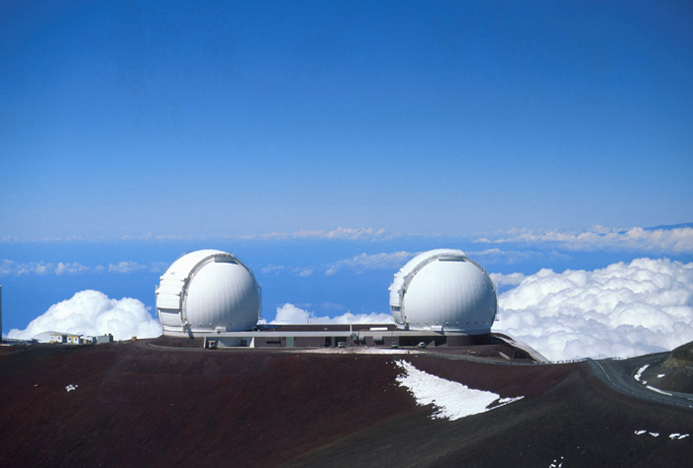
8. Mauna Kea en la Isla de Hawái es la montaña más alta de la Tierra , medida desde la base hasta la cumbre.
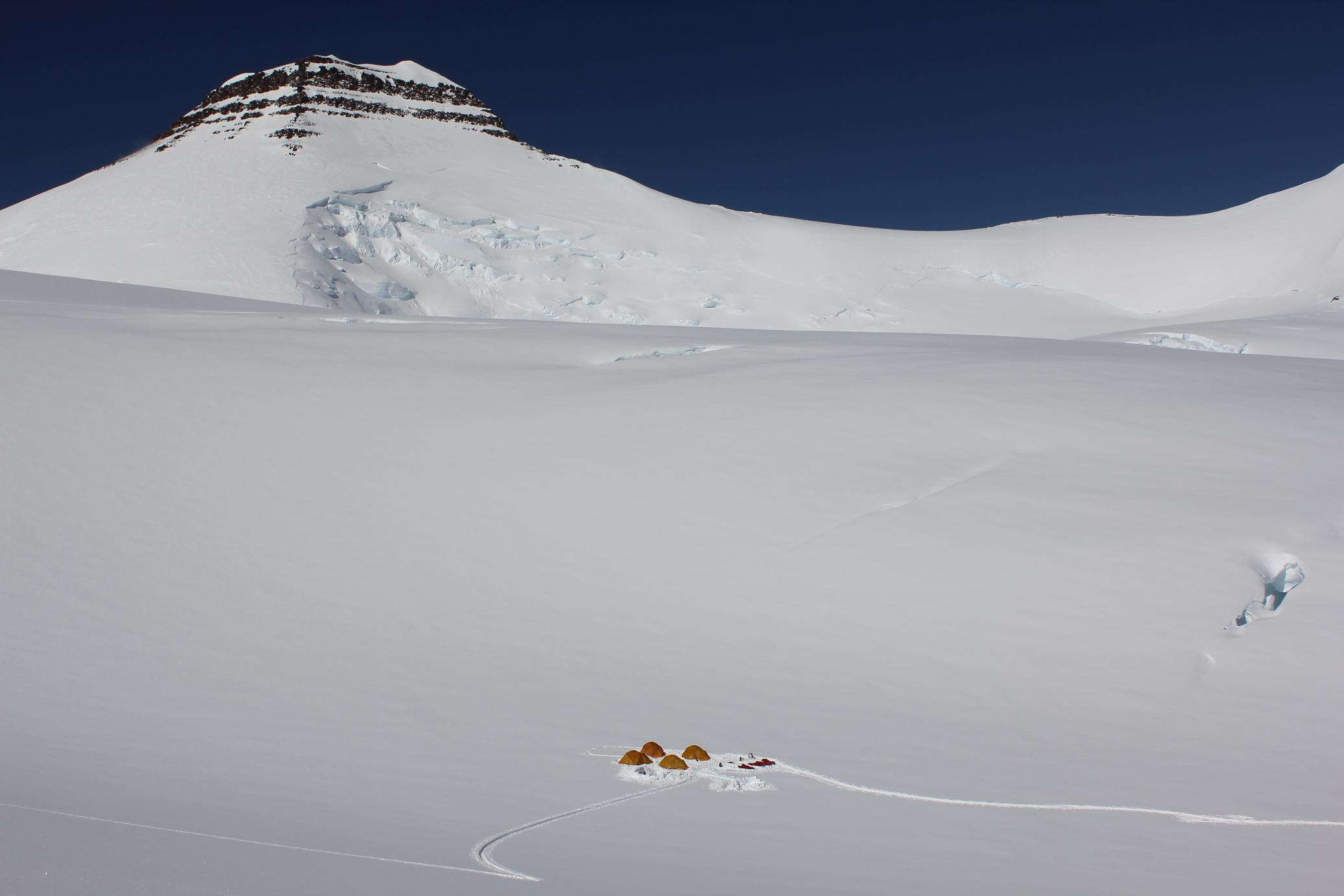
9. Gunnbjörn en Groenlandia es el pico más alto del Ártico.
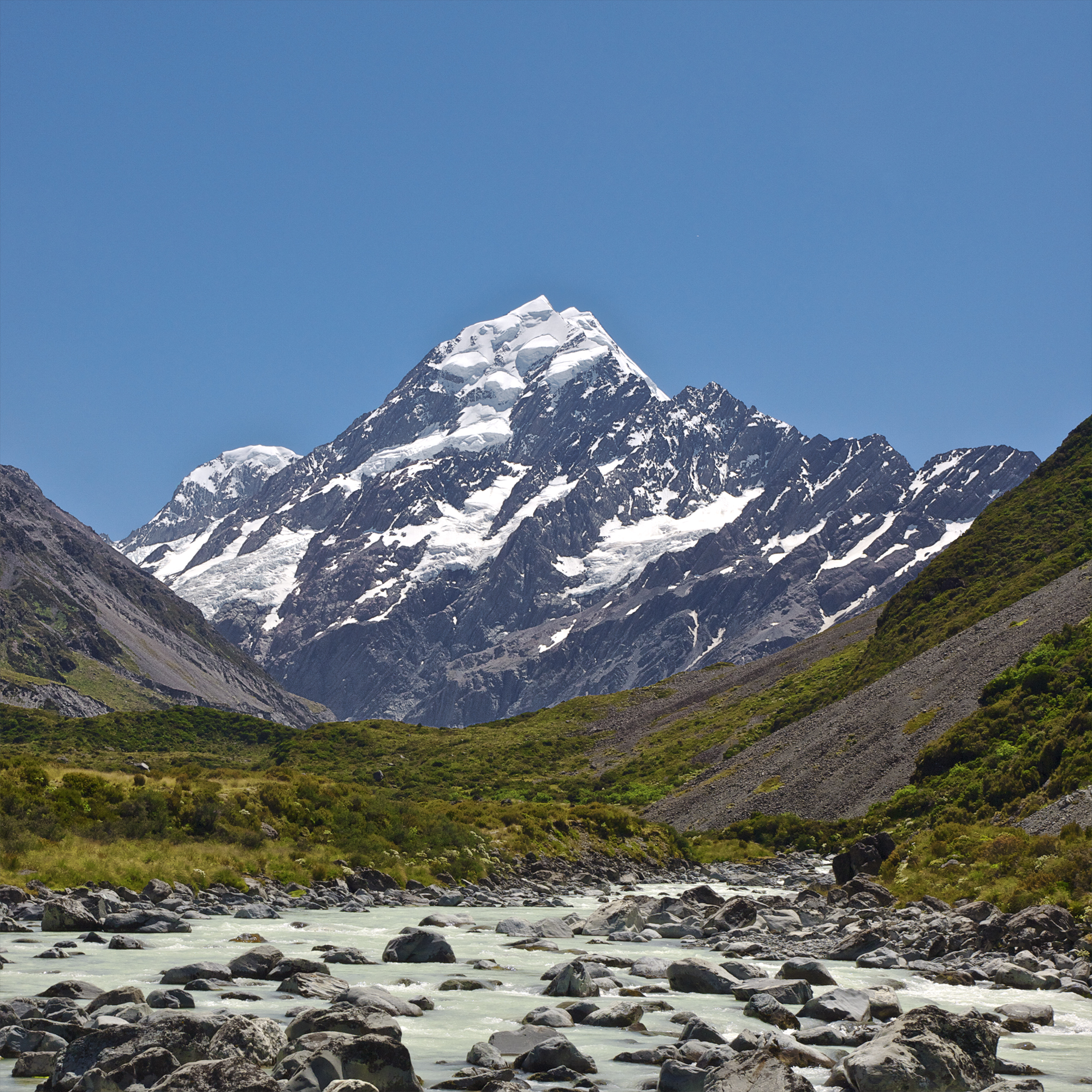
10. Aoraki, o Mount Cook, en la Isla Sur es el pico más alto de Nueva Zelanda.
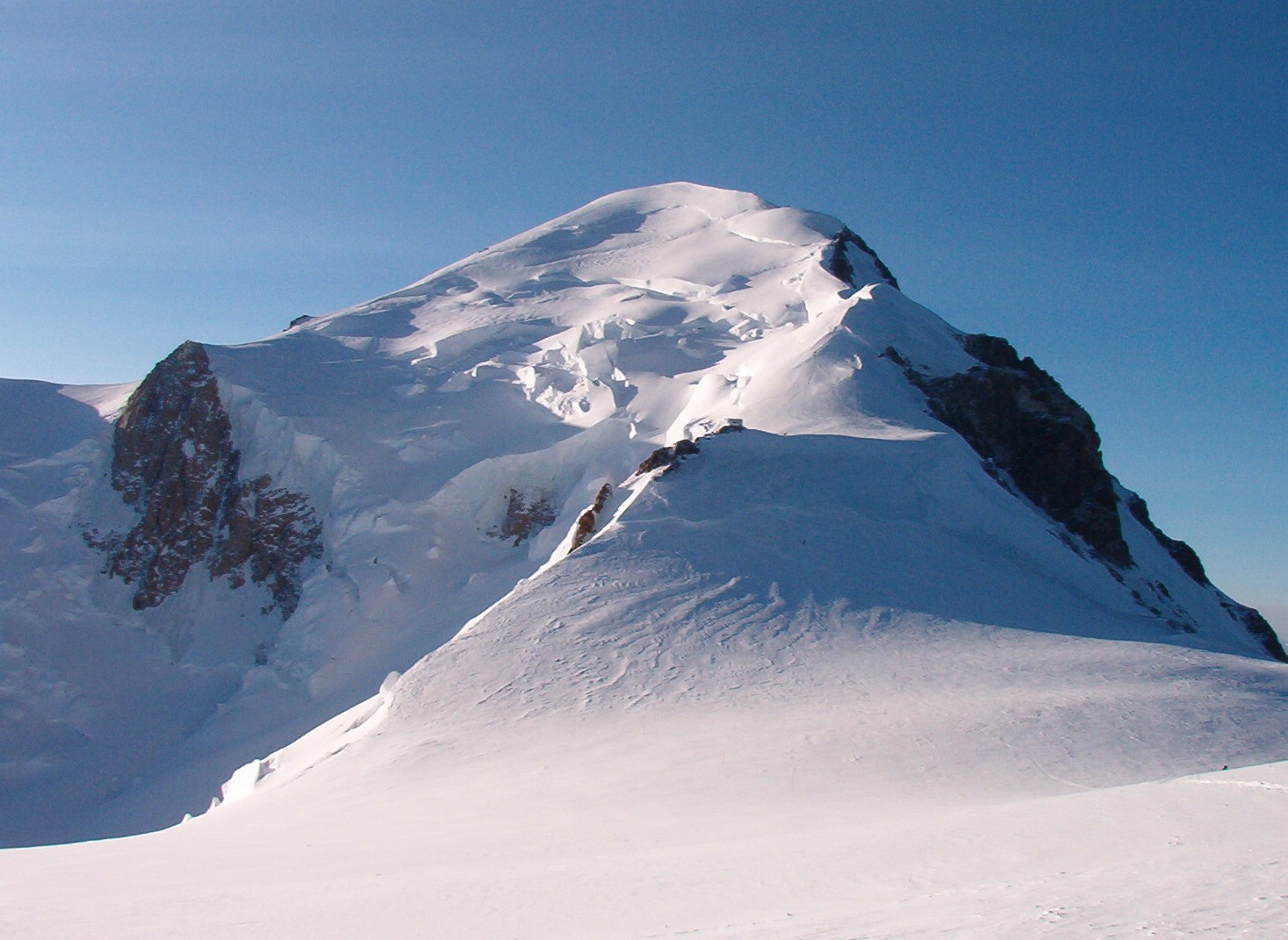
11. Mont Blanc es el pico más alto de Europa occidental.
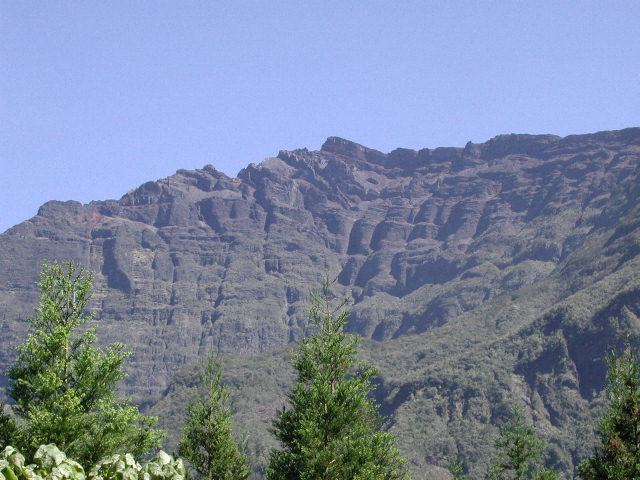
12. Piton des Neiges es el ápice de la isla de Réunion.
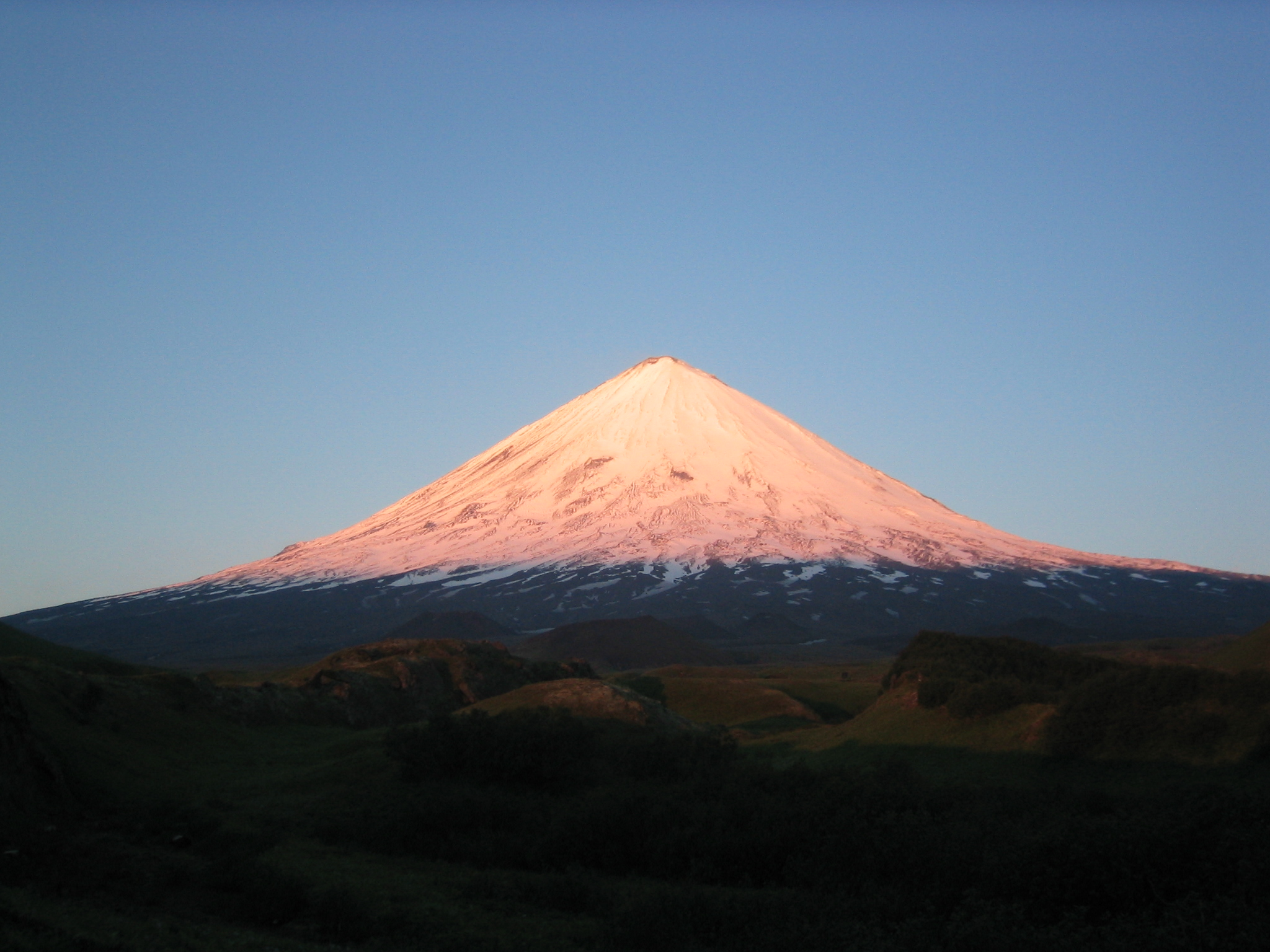
13. Klyuchevskaya Sopka es el pico más alto de Kamchatka.
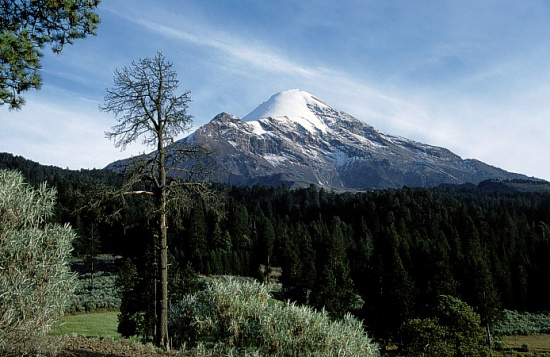
14. Pico de Orizaba es el pico más alto de México.
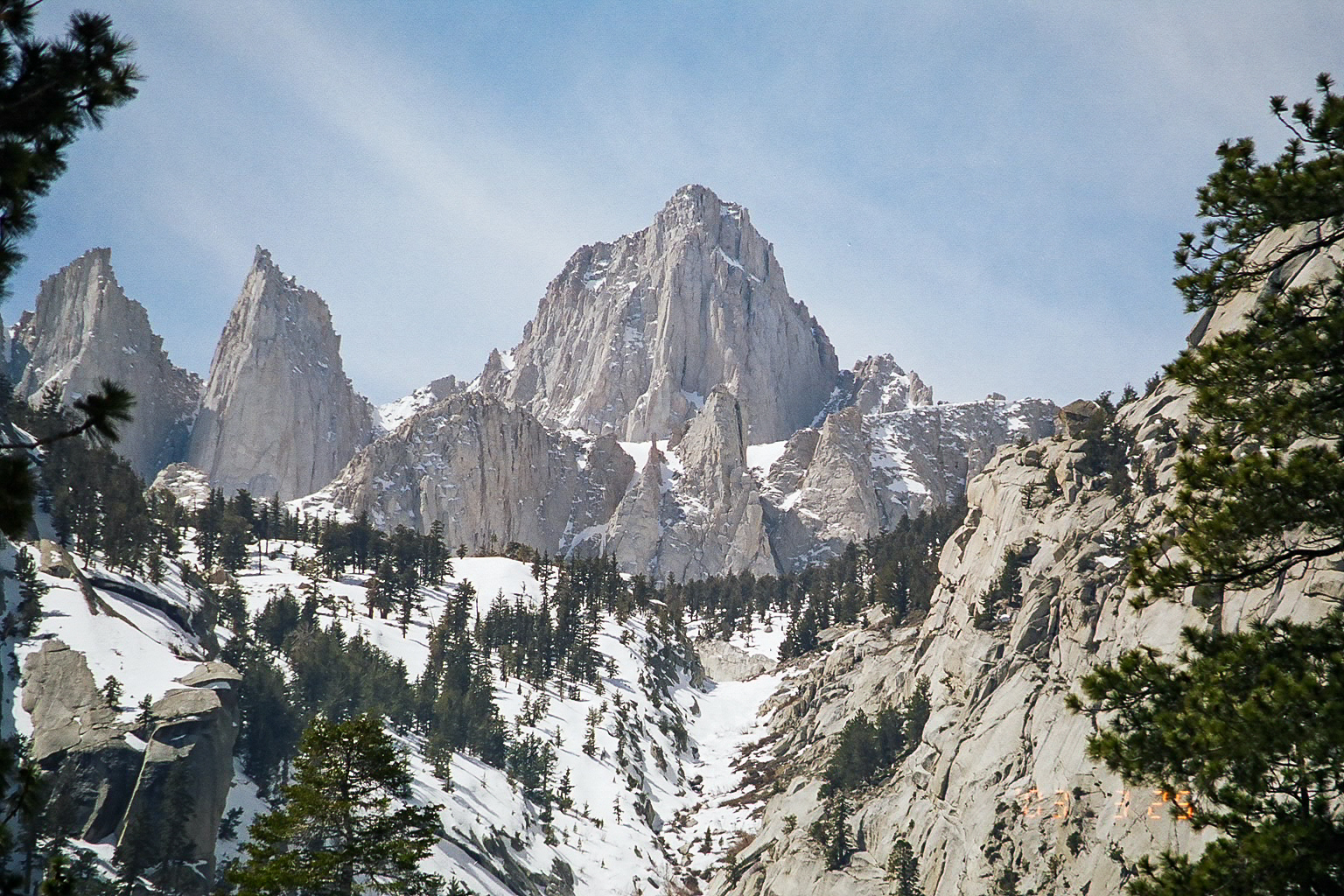
15. Monte Whitney es el pico más alto de los Estados Unidos contiguos.
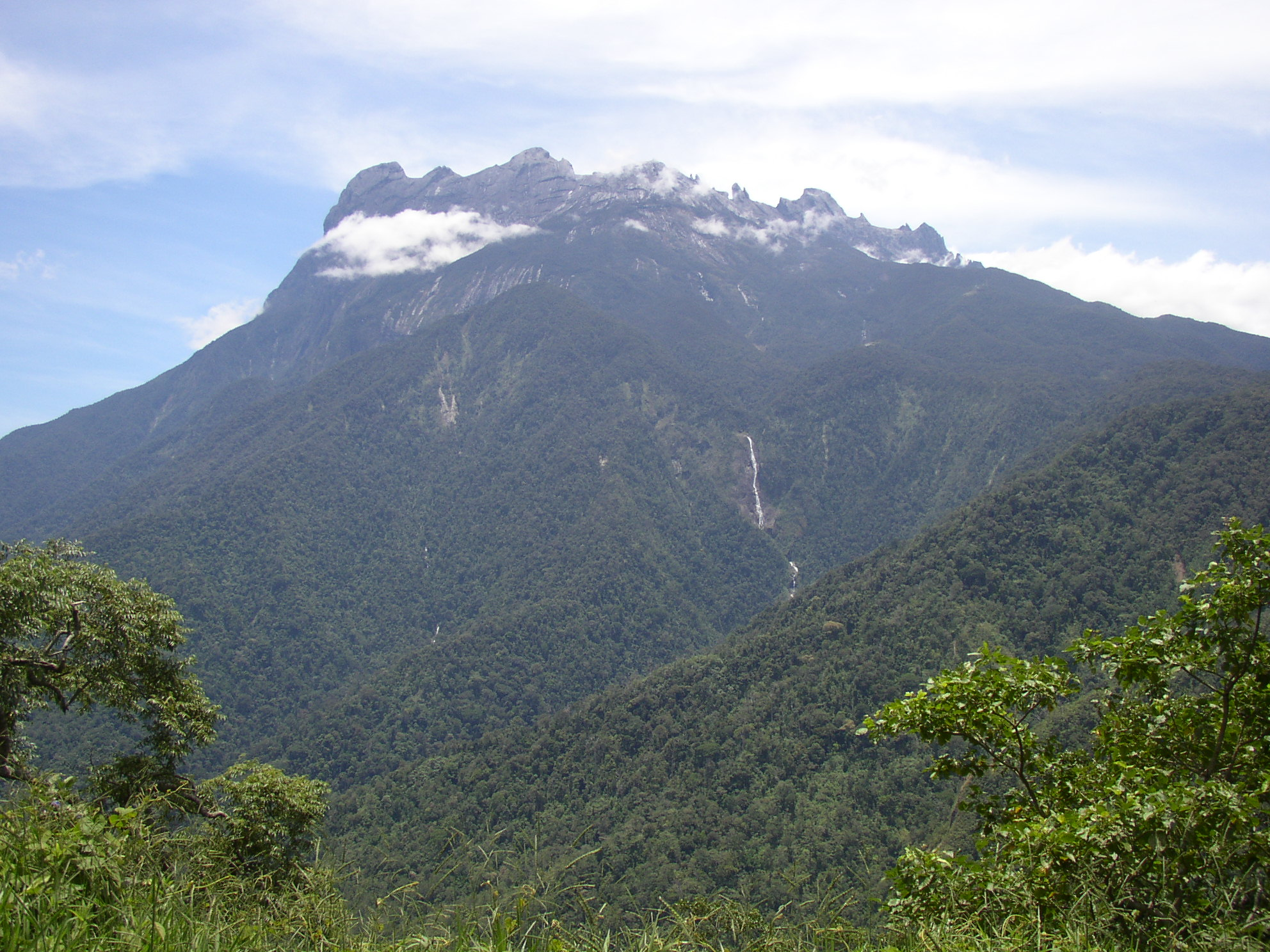
16. Monte Kinabalu es el ápice de Borneo.
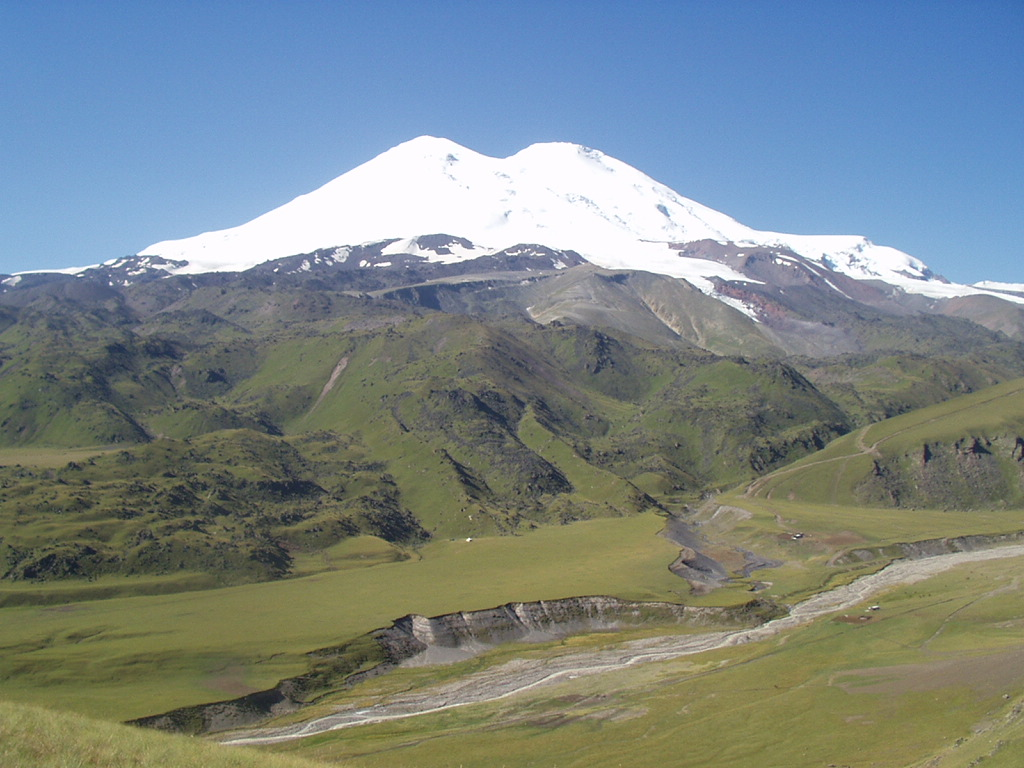
17. Monte Elbrus es el pico más alto de Europa.
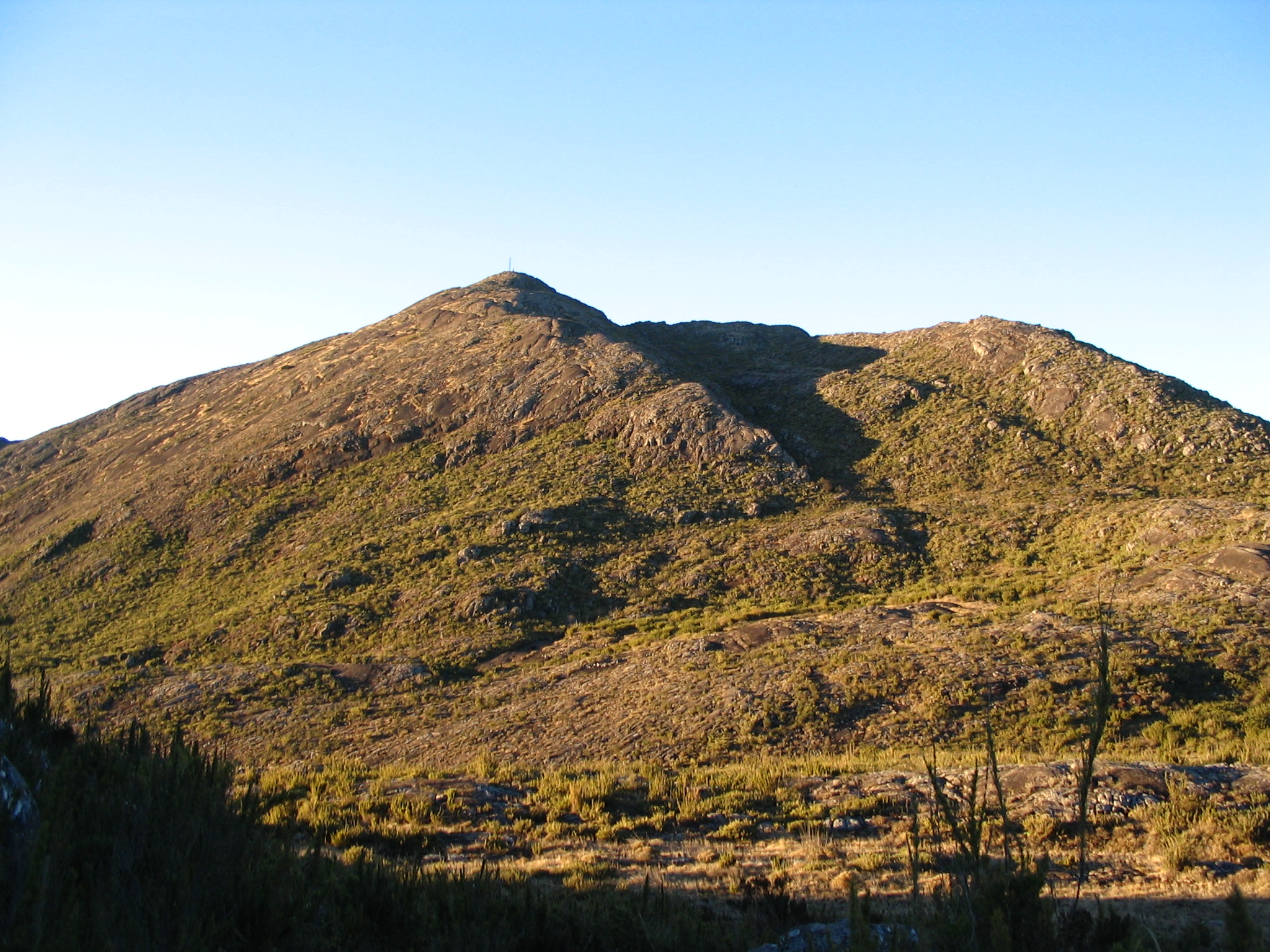
18. Pico da Bandeira es el tercer pico más alto de Brasil.
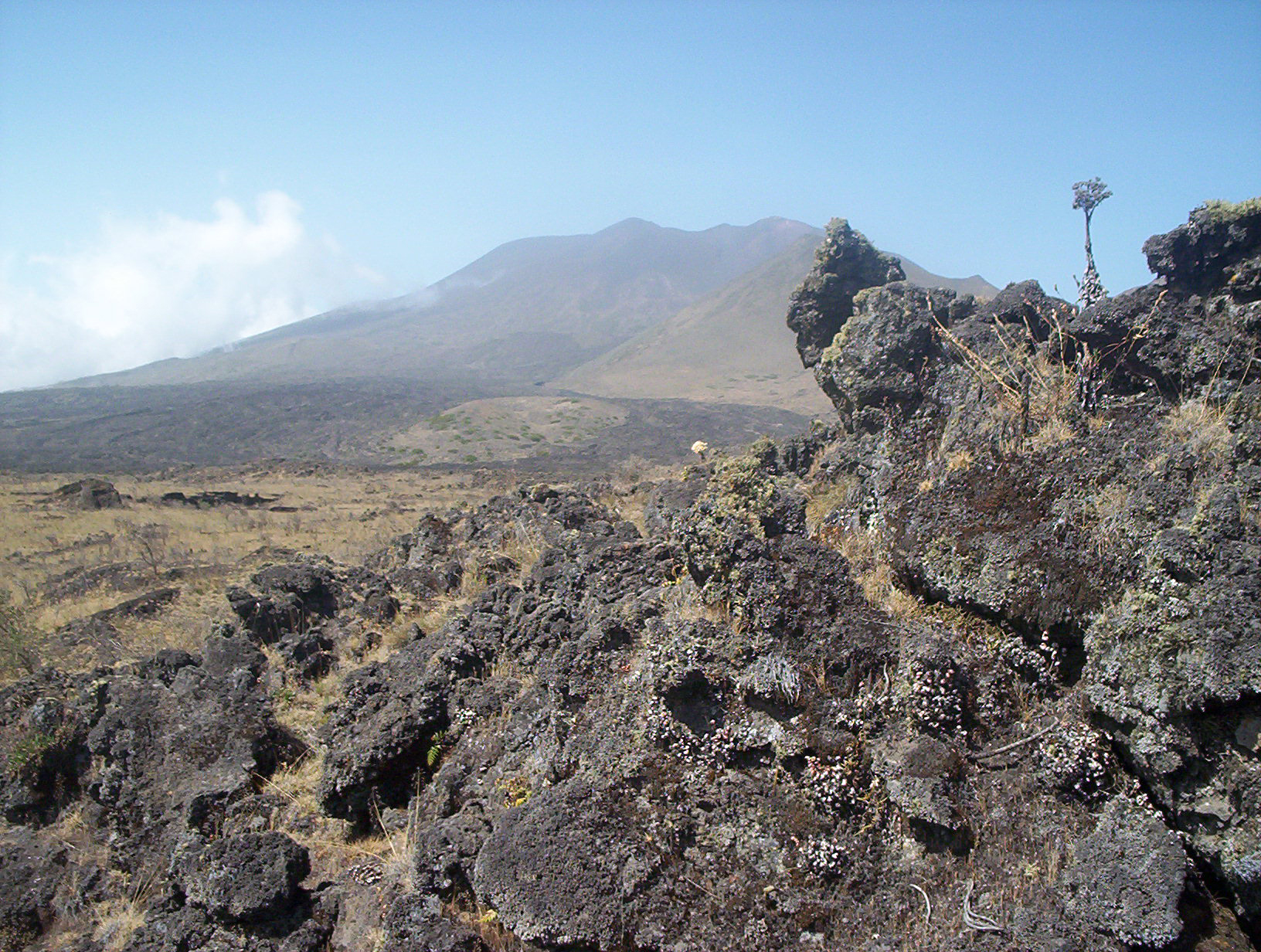
19. Monte Camerún es el pico más alto de Camerún.
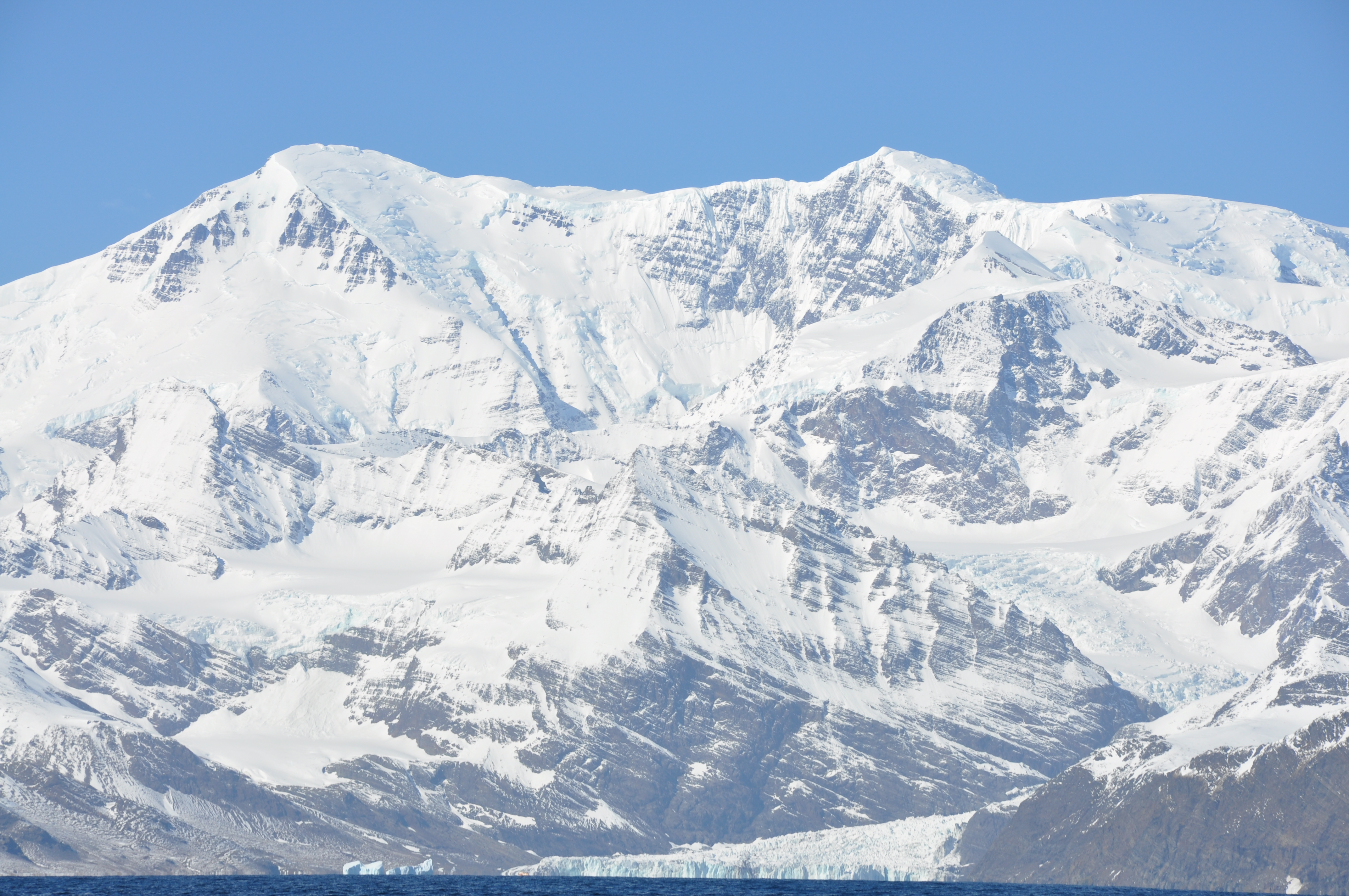
20. Monte Paget en la Islas Georgias del Sur es el pico más alto en el Océano Atlántico Sur.